# 趙佩湘
趙佩湘（1764年—？），字雲浦，江蘇省鎮江府丹徒縣 （江蘇省鎮江市）。

## 生平
乾隆五十八年（1793）進士。授內閣中書，嘉慶十五年（1810年）出督四川學政。后任禮科掌印給事中。